# Amfreville-la-Campagne
Amfreville-la-Campagne è un ex comune francese di 914 abitanti situato nel dipartimento dell'Eure nella regione della Normandia.
Il 1º gennaio 2016 è stato accorpato al comune di Saint-Amand-des-Hautes-Terres per formare il nuovo comune di Amfreville-Saint-Amand, diventandone così un comune delegato.

## Società

### Evoluzione demografica
Abitanti censiti